# 小嶋芳孝
小嶋 芳孝（こじま よしたか、1949年 - ）は、日本の歴史学者、考古学者。金沢学院大学名誉教授。

## 経歴
1949年、石川県金沢市生まれ。同志社大学文学部を卒業した。1972年に石川県職員となり、石川県教育委員会文化室主事に着任。1973年～1978年には石川県立郷土資料館学芸員、1979年～2005年には石川県教育委員会文化課に勤務した。(1998年～2005年には財団法人同センター調査部長を兼務)。
1998年に金沢学院大学教授となった。北陸地方の埋蔵文化財に携わった経験を生かして後進を育成すると同時に、渤海など環日本海を通じた東北アジアの考古学研究を進めた。2019年に金沢学院大学を定年退任し、名誉教授となった。以降は、金沢大学客員研究員として研究を続けている。
学外では、石川県立歴史博物館運営審議委員会委員や石川県文化財保護審議会委員など、北陸地方の考古学や古代史に関する委員を務めている。

## 研究内容・業績
- 専門は東北アジアの考古学。高句麗、渤海、靺鞨など古代諸民族が残した考古遺跡に関する著作がある。環日本海関係の出土資料でコメントを求められることも多い[6]。
- 石川県の埋蔵文化財調査に長く携わり、環日本海交流に関する著作も多い[7]。

## 著作
- 『中国とロシア沿海地方における渤海の考古学的研究』金沢学院大学
- ｢日本海の島々と靺鞨・渤海の交流｣『境界の日本史』山川出版社
- ｢渤海の仏教遺跡｣『日本と渤海の古代史』山川出版社
- ｢能登の半島世界｣『人とモノと道と』岩波書店
- ｢図們江流域の渤海都城と瓦当｣『東アジアの都城と渤海』(財)東洋文庫
- ｢日本海対岸世界との交通｣『日本海域歴史大系第一巻』清文堂
- ｢環日本海交流史の様相｣『北東アジア交流史研究』塙書房
- ｢古代日本の境界領域と能登｣『古代日本の異文化交流』勉誠出版
- 「渤海平地城の検討」（『扶桑(田村晃一先生喜寿記念論文集』）